# Ichijō Sanetsune
Ichijo Sanetsune (27 d'octubre de 1223 - Yamazaki, 30 d'agost de 1284), va ser un noble de la cort del període Kamakura. Primer Rang Júnior, Regent, Canceller i Ministre de l'Esquerra. El fundador de la família Ichijo, una de les cinc famílies regents. Els seus pseudònims inclouen Enmyojidono i Goichijo Nyudo Kanpaku. Els seus noms budistes inclouen Gyōmasa, Gyōo i Gyōzō. Era conegut comunament com a Enmyoji Kanpaku.
Va néixer com a quart fill de Michiie Kujo. La seva mare era la princesa Junsan Rinshi, filla de Saionji Kintsune. El seu germà gran va ser Kujo Norizane, el seu segon germà va ser Nijo Yoshizane, el fundador de la família Nijō, i el seu tercer germà va ser Fujiwara no Yoritsune, que va esdevenir el quart shogun del shogunat de Kamakura.

## Història
Va arribar a la majoria d'edat el 1229 i va ser ascendit al rang de Cinquè Rang Júnior. A diferència del seu germà gran Yoshizane, que tenia males relacions amb el seu pare Michiie, era estimat pel seu pare i se li va donar el títol d'Ichijo Muromachi no Tate el 1242. El 28 de gener de 1246, es va convertir en el regent i cap del clan Fujiwara. L'endemà, l'emperador Gosaga va abdicar i es va convertir en regent de l'emperador Gofukakusa. També, a petició del seu pare, va assumir algunes de les tasques de Kanto Shinji. Tanmateix, el mateix any, va estar implicat en una sèrie de disturbis (els disturbis del Palau Imperial) que van ocórrer a Kamakura al voltant del seu germà gran, el shogun Yoritsune, i va ser destituït com a regent el gener de l'any següent (1247). No obstant això, després de la mort del seu pare, va intentar recuperar el seu poder reconciliant-se amb Yoshizane, amb qui havia tingut males relacions. Va ser nomenat de nou regent el 1265, però va dimitir dos anys més tard. Va passar els seus últims anys al temple Enmyoji de Yamazaki, a la província de Yamashiro, i va morir el 18 de juliol de 1284. Va morir als 62 anys. La seva tomba es troba al temple Tofukuji de Kyoto.

## Carrera oficial
Les dates es basen en el calendari lunar

- 1229 (4t any de Kanki) - 21 de gener: Arriba a la majoria d'edat, és ascendit al rang de Cinquè Rang Júnior i se li concedeix la llicència sexual prohibida. El 30 de gener va ser nomenat general de divisió de la Guàrdia Dreta.
- 1229 (primer any de l'era Joei) - 24 de març: Transferit al càrrec de Capità Mig de la Guàrdia Dreta. El 7 d'abril va ser ascendit a quart rang júnior.
- 1230 (2n any de l'era Joei) - 24 de gener: També va assumir el càrrec de governador d'Harima.
- Tenpuku Any 1 (1233) - 8 d'agost, ascendit a Tercer Rang Júnior.
- Bunryaku 1 (1234) - El 26 de desembre va ser ascendit a Shosanmi.
- El 2 d'octubre de 1235 va ser transferit al càrrec de Chunagon provisional, però va continuar servint com a Ukon'e Chujo com abans.
- 1236 2n any de l'era Kajo (9 de juny): transferit a Gon Dainagon. El 22 de novembre va ser ascendit a Shonii.
- Kasei, 4t any (1238), 6 de febrer, va ocupar simultàniament el càrrec de general de la Guàrdia Sakon. El 9 de febrer, també va assumir el càrrec de superintendent de l'Oficina del Cavall Esquerre .
- 1240 (primer any de l'era Ninji ): el 20 d'octubre va ser transferit al càrrec de Ministre de la Dreta. 24 d'octubre: El Gran Camerlenc d'Esquerra i l'Inspector General de l'Oficina del Cavall d'Esquerra tornen a la normalitat.
- Ninji 2 (1241) - 8 de novembre: Dimiteix del seu càrrec com a Cap Esquerre de la Guàrdia Imperial (i potser com a Inspector General de l'Oficina de Cavalls Esquerres?)
- 1243 (primer any de l'era Kangen ) - 10 d'agost: Va servir com a tutor Togu del príncep hereu Hisahito (més tard de l'emperador Gofukakusa).
- 1244 (2n any de Kangen) - El 13 de juny va ser transferit al càrrec de Ministre de l'Esquerra, però va continuar servint com a Togu no Tsukuro (Cap del Príncep Hereu) com abans.
- 1246 (4t any de Kangen) - 28 de gener, nomenat canceller, inspector i cap del clan Fujiwara. 29 de gener: Va ser destituït dels seus càrrecs de canceller i Togufu i proclamat regent. El 8 de març va ser ascendit a Primer Rang Júnior. 14 de desembre: Dimiteix del seu càrrec de ministre d'Esquerra.
- 1247 (5è any de Kangen) - 19 de gener: Dimiteix dels seus càrrecs com a regent, inspector en cap i cap del clan Fujiwara.
- 1263 ( Kōchō 3) – 12 d'agost: Va tornar al seu càrrec de Ministre de l'Esquerra.
- Bun'ei 2 (1265) - 18 d'abril (mes de traspàs) - Nomenat de nou com a regent. 5 d'octubre: Dimiteix del seu càrrec de ministre d'Esquerra.
- Bun'ei 4 (1267) - 9 de desembre: Dimiteix del càrrec de regent.
- 1284 (7è any del Koan ) - El 19 de maig es va convertir en monjo i va prendre el nom de Gyozo. Va morir el 18 de juliol a l'edat de 62 anys.

## Genealogia
- Pare: Michiie Kujo
- Mare: Saionji Toshiko - filla de Saionji Kintsune
- Mestressa de casa: Bomon Ariyoshijo
  - Fill gran: Ichijo Ietsune (1248-1294)
  - Segon fill: Ichijo Jitsuie (1250-1314)
- Sala: Dona benigna
  - Tercer fill: Moriyoshi Ichijo (1258-1293)
  - Masculí: Seigen (1243-1299)
  - Masculí: Jisho (1260-1292)
  - Masculí: Jishin (1257-1324)
- Esposa: Filla de Fujiwara Sadataka
  - Quart fill: Chusuke Ichijo (?-?)
  - Masculí: Jigen (1260/70-1301)
  - Masculí: Dojun
  - Homes: Gensho
  - Dones: Sala Ichijouchi
- Esposa: Filla de Sonomono
  - Cinquè fill: Iefusa Ichijo (1270-?)
- Sala: Toshiko Heisei
  - Dona: Yoko Ichijo (Manshumonin) (1260-1338) - samurai de l'emperador Go-Nijo